# Alwin Schockemöhle
Alwin Schockemöhle (Meppen, 29 maggio 1937) è un cavaliere tedesco, due volte campione olimpico (Roma 1960 salto a squadre e Montréal 1976 salto individuale).

## Biografia
Fratello di Paul Schockemöhle, anch'egli cavaliere plurititolato, vanta anche sette medaglie conquistate ai Campionati europei di salto ostacoli.

## Palmarès
| Anno | Manifestazione  | Sede              | Evento                     | Risultato | Note |
| ---- | --------------- | ----------------- | -------------------------- | --------- | ---- |
| 1960 | Giochi olimpici | Roma              | Salto ostacoli a squadre   | Oro       |      |
| 1968 | Giochi olimpici | Città del Messico | Salto ostacoli a squadre   | Bronzo    |      |
| 1976 | Giochi olimpici | Montréal          | Salto ostacoli individuale | Oro       |      |
| 1976 | Giochi olimpici | Montréal          | Salto ostacoli a squadre   | Argento   |      |